# 刘从一
刘从一（742年—785年11月4日），字从一，中国唐朝官员，唐德宗年间为宰相。

## 家世
刘从一生于唐玄宗天宝元年（742年）。他的家族自高祖父中书侍郎刘林甫开始数代为官，伯曾祖刘祥道为唐高宗宰相，刘祥道子刘景先为唐高宗年间及高宗妻武太后（后史称武则天）为儿子唐中宗、唐睿宗摄政期间为宰相。

## 唐代宗年间
刘从一年轻时中进士，唐代宗大历年间（766年—779年）中宏词，授秘书省校书郎，补渭南尉，为官员常衮所推重。十二年（777年），常衮为宰相，迁刘从一为监察御史。不久，刘从一因母去世而离职丁忧。

## 唐德宗年间
刘从一服丧期满后，皇帝已是唐德宗，最有权的宰相是卢杞。因卢杞举荐，刘从一被超迁为侍御史。数月后，因亲戚也做了御史，按亲戚避嫌的规定，他被除刑部员外郎。建中四年（783年），淮西节度使李希烈叛，德宗认为派去对抗李希烈的军队需要一位元帅统筹行动，以皇子普王李谊充讨伐李希烈的荆襄江西等道都元帅，刘从一得李谊表迁为吏部郎中、兼御史中丞、元帅判官。
但在李谊离开长安前，十月，在长安待命征伐李希烈及其他军阀的泾原军士兵在未能得到自认为应得的赏赐后兵变。德宗逃到奉天，刘从一等多名官员随驾。泾原军拥戴太尉朱泚为首，朱泚不久建立秦国称帝，与德宗相争。德宗在奉天，于十月超拜当时为守尚书吏部郎中、兼御史中丞、元帅判官、赐绯鱼袋的刘从一为守刑部侍郎，加同中书门下平章事，赐紫金鱼袋，与萧复和姜公辅一同拜相。刘从一、姜公辅原本的官职都不高，仅因一些言语和谋划合德宗意就被拜为宰相，而才能远在他们之上的考功郎中陆贽则因朋党、同僚排挤及直言犯上，虽恩遇很隆重，也久久不得拜相。兴元元年（784年）正月，德宗认为萧复轻视自己，命萧复为山南东、西、荆湖、淮南、江西、鄂岳、浙江东、西、福建、岭南等道宣慰、安抚使，其实是疏远他，刘从一及朝士上奏请留萧复，未果。德宗对考功郎中陆贽说怀疑萧复不肯出发而指使官员们上奏。陆贽上奏为萧复辩解，说如果萧复想留下，刘从一不会附会；如果萧复有所请求，刘从一不会隐瞒；若刘从一心怀奸邪，则萧复不应当被怀疑。萧复曾派奏事官李充劝德宗幸江陵，但德宗下圣旨表示不懂其意，又怀疑李充非纯良，让中使马钦绪把萧复表文和圣旨给陆贽看，说自己曾问刘从一，刘从一也很惊怪不明事由。陆贽上表为萧复辩解。三月，德宗逃到梁州，六月，改刘从一为中书侍郎、同平章事。又加集贤殿大学士、修史。德宗待刘从一很好，但刘从一没有其他才能，只是明哲保身远离罪责，不能匡正朝政。当月，大将鄜坊、京畿、渭北、商华副元帅李晟灭朱泚政权，使德宗得以重返长安。德宗下诏赐时任都统、检校司空、同中书门下平章事的刘从一子孙一人五品正员官。十一月，刚宣慰南方诸镇归来的萧复在与刘从一和其他宰相李勉、卢翰一同面圣退朝后单独留下推荐曾对抗凤翔李楚琳变军的凤翔军官陇右营田判官韦皋取代曾在德宗出奔期间归顺李希烈的淮南节度使陈少游。德宗同意，派中使马钦绪告知刘从一，要他与萧复商议“早朝所奏之事”而不让李勉、卢翰知道。当时刘、李、卢刚回到中书省，马钦绪对刘从一作揖耳语。但刘从一秘密去见萧复言明来意、问其“早朝所奏之事”是何事后，萧复为此吃惊，认为此事瞒着李勉、卢翰不妥，说：“唐尧、虞舜对官员进行黜陟，官员和百姓都同意。如果李、卢不堪为相，则罢免之。他们已在相位，朝廷政事如何能不与之同议而唯独隐瞒这一件事！这最是当今行政的大弊端，早朝时主上已有这话，我萧复已当面说了不可，没想到圣意还是如此。我萧复不是不想与公一起上奏以行此事，但怕这成为后事的先例，才不敢告诉公我奏议的内容。”也就没告诉刘从一自己所奏何事。刘从一上奏，德宗不悦，萧复知道自己失宠，称病辞职。贞元元年（785年）正月，德宗试图提拔因造成朱泚之叛被贬的卢杞为饶州刺史，奉命草诏的给事中袁高反对，但卢翰和刘从一害怕自己被罢黜，不支持他，不悦，另外命舍人写诏书。袁高只得与几位下级同僚一同反对德宗的决定，最终使德宗改变主意。
八月，刘从一得病，朝廷为此征召剑南西川节度观察使张延赏代为中书侍郎。刘从一又因病重请辞，上疏六次才于九月获准，除户部尚书。次日，薨。辍朝三日，赠太子太傅，累赠司空，谥曰敬。

## 家庭
五世祖：刘矜，兗州刺史
高祖：刘林甫，中書侍郎、樂平男
曾祖：刘應道，吏部郎中
祖父：刘令植，給事中、中書舍人、禮部侍郎，贈太子太傅，謚曰憲
父亲：刘孺之，汝州刺史、京兆少尹，赠工部侍郎

### 夫人
- 崔儆（757年-776年8月23日），字景，出自清河崔氏定著六房之一的南祖崔氏乌水房，礼部尚书崔翘孙女，渠州刺史崔异第三女，生刘义玄后卒[28]。
- 继室博陵崔氏，兵部尚书崔汉衡之女，808年卒。

### 子女
- 刘义玄（773年—？），大理评事、大理少卿、太府少卿、太子詹事，密、眉、彭、洋四州刺史。夫人河南元氏，泗州刺史元洪女；继室崔氏，鄭州中牟縣尉清河崔绚女[26]。
  - 刘尚质（816年-867年），以門蔭調補太常寺太祝，历右口衛倉曹參軍、三原縣尉、硤石縣令[26]。
    - 刘慤[26]
    - 刘隐[26]
    - 刘邈[26]

  - 刘尚赞，乡贡进士[29]
- 崔儆所生二子一女，皆早夭